# A. J. Moran
A. J. Moran (vor 1948 – nach 1949) war ein US-amerikanischer Filmschaffender, der auf der Oscarverleihung 1949 mit einem Oscar, Klasse III, ausgezeichnet wurde.

## Biografie
Während seiner Zeit bei Warner Bros., Abteilung Elektrik, entwickelte Moran ein Verfahren, wodurch es möglich war, den Blendenverschluss einer Kamera bei bewegten Bildern mittels Fernsteuerung über eine Lichtbogenbeleuchtung zu öffnen und zu schließen („for a method of remote control for shutters on motion picture arc lighting equipment“).
Auf der Oscarverleihung 1949 wurde er für diese Erfindung mit einem Oscar in der Kategorie Oscar für technische Verdienste ausgezeichnet.

## Auszeichnung
Oscar für technische Verdienste, Zertifikat der Klasse III